# Adrian-Dragoş Benea
Adrian-Dragoş Benea, né le 18 décembre 1975 à Bacău, est un homme politique roumain, membre du Parti social-démocrate (PSD). Il est élu député européen lors des élections européennes de 2019. Il siège au sein de l'Alliance progressiste des socialistes et démocrates au Parlement européen. 